# Les Premières Fois
Les Premières Fois (Ready or Not) est une série télévisée canadienne pour adolescents en 65 épisodes de 26 minutes créée par Alyse Rosenberg et diffusée du 3 avril 1993 à 1997 sur le réseau Global et aux États-Unis sur Showtime.
Au Québec, elle a été diffusée à partir du 8 septembre 1994 sur le Canal Famille, et en France à partir du 9 mai 1994 sur France 2.

## Synopsis
Cette série de fiction avait pour personnages principaux deux jeunes amies, Amanda et Busy, et traitait notamment des thèmes en lien avec l'éveil de l'adolescence.

## Distribution

### Acteurs principaux
- Laura Bertram : Amanda Zimm
- Lani Billard (en) : Elizabeth « Busy » Maria Teresa Carlita Ramone
- Gail Kerbel : Phyllis Zimm
- John Lefebvre : Leonard Zimm
- Diana Reis : Lucy Ramone
- Gerry Mendicino : Sam Ramone
- Joseph Griffin : Manny Ramone
- Fab Filippo : Dominick « Dom » Ramone (saisons 1 à 3, invité saison 5)
- Noah Plener : Frankie Ramone

### Acteurs récurrents
- Amy Smith : Chrissy Frazer (saisons 1-2)
- Jesse Nilsson (en) : Justin (saison 1)
- Omari Moore : Troy Edwards (saisons 1-2)
- Keram Malicki-Sanchez : The Lizard, The Liz (saisons 1, 3-4)
- Keith White : Petrocelli (saisons 1, 3-4)
- Amos Crawley : Bernie Sagittarius « Sag » Chearney (saisons 3-4)
- Jason Deline : Ernie Lipnit (saison 4)
- Tamara Podemski : Carla (saisons 4-5)
- Benjamin Plener : Michael « Monkey Ears »
- Kari Matchett : Sheila (saisons 4-5)
- Karl Pruner : Stephen Bennett (saison 1)
- Daniel Enright : Milan (saison 5)
- Ross Hull (en) : Danny Masters (saisons 2-3)